# سدا ورمیشیوا
سدا ورمیشیوا (ارمنی: Սեդա Կոնստանդինի Վերմիշևա؛ زادهٔ ۹ اکتبر ۱۹۳۲ - درگذشته ۱۹ فوریهٔ ۲۰۲۰) شاعر، اقتصاددان و کنشگر اجتماعی اهل ارمنستان بود.

## زندگی‌نامه
وی در ۹ اکتبر ۱۹۳۲ در تفلیس به دنیا آمد و از دانشگاه دولتی ایروان فارغ‌التحصیل شد. وی همچنین برندهٔ جوایزی همچون مدال موسس خورناتسی شده است. وی در ۱۹ فوریهٔ ۲۰۲۰ در سن ۸۷ سالگی در ایروان درگذشت.
نوه hy:Մարիա Սահակյան (۲۰۱۸–۱۹۸۰)
hy:Գրիգորի Վերմիշև